# Saint-Jal
 Saint-Jal  (en occitano Sent Jau) es una comuna y población de Francia, en la región de Lemosín, departamento de Corrèze, en el distrito de Tulle y cantón de Seilhac.
Su población en el censo de 2008 era de 647 habitantes.
Está integrada en la Communauté de communes Tulle et cœur de Corrèze.

## Demografía
| 637 | 746 | 615 | 617 | 616 | 597 | 647 |
| Para los censos de 1962 a 1999 la población legal corresponde a la población sin duplicidades (Fuente: INSEE [Consultar]) |     |     |     |     |     |     |